# Seznam členů Senátu Parlamentu České republiky (2002–2004)
Toto je seznam členů Senátu Parlamentu České republiky v 4. dvouletém volebním období 2002–2004.
Zvolena byla třetina senátorů v obvodech, kde byli v prvních senátních volbách do českého Senátu zvoleni senátoři na 6 let. Volbami tak uběhl první šestiletý cyklus horní komory od jejího vzniku.

## Seznam senátorů
| Senátní obvod            | Jméno                | Politická příslušnost | Volební (navrhující) strana | Klub               | Zvolen     |
| ------------------------ | -------------------- | --------------------- | --------------------------- | ------------------ | ---------- |
| 01 – Karlovy Vary        | Vladimír Kulhánek    | ODS                   | ODS                         | ODS                | 1996, 1998 |
| 02 – Sokolov             | Jan Hadrava          | US-DEU                | 4KOALICE                    | KOD                | 2000       |
| 03 – Cheb                | Ladislav Macák       | ČSSD                  | ČSSD                        | ČSSD               | 2002       |
| 04 – Most                | Richard Falbr        | BEZPP                 | ČSSD                        | ČSSD               | 1996, 1998 |
| 05 – Chomutov            | Alexandr Novák       | ODS                   | ODS                         | ODS                | 2000       |
| 06 – Louny               | Miloslav Pelc        | ODS                   | ODS                         | ODS                | 2002       |
| 07 – Plzeň-město         | Jiří Skalický        | BEZPP                 | 4KOALICE                    | KOD                | 1998       |
| 08 – Rokycany            | Luděk Sefzig         | ODS                   | ODS                         | ODS                | 2000       |
| 09 – Plzeň-město         | Richard Sequens      | US-DEU                | US-DEU                      | KOD                | 2002       |
| 10 – Český Krumlov       | Martin Dvořák        | ODS                   | ODS                         | ODS                | 1998       |
| 11 – Domažlice           | Petr Smutný          | ČSSD                  | ČSSD                        | ČSSD               | 1996, 2000 |
| 12 – Strakonice          | Pavel Rychetský      | ČSSD                  | ČSSD                        | ČSSD               | 1996, 2002 |
| 12 – Strakonice          | Josef Kalbáč         | KDU-ČSL               | KDU-ČSL                     | KDU-ČSL            | 2003       |
| 13 – Tábor               | Pavel Eybert         | ODS                   | ODS                         | ODS                | 1996, 1998 |
| 14 – České Budějovice    | Jiří Pospíšil        | ODS                   | ODS                         | ODS                | 1996, 2000 |
| 15 – Pelhřimov           | Milan Štěch          | ČSSD                  | ČSSD                        | ČSSD               | 1996, 2002 |
| 16 – Beroun              | Jiří Rückl           | ODA                   | 4KOALICE                    | KOD                | 1996, 1998 |
| 17 – Praha 12            | Edvard Outrata       | BEZPP                 | 4KOALICE                    | KOD                | 2000       |
| 18 – Příbram             | Jaromír Volný        | ODS                   | ODS                         | ODS                | 2002       |
| 19 – Praha 11            | Daniel Kroupa        | ODA                   | 4KOALICE                    | KOD                | 1998       |
| 20 – Praha 4             | Josef Zieleniec      | BEZPP                 | 4KOALICE                    | nezařazený senátor | 2000       |
| 21 – Praha 5             | Miroslav Škaloud     | ODS                   | ODS                         | ODS                | 2002       |
| 22 – Praha 10            | Zuzana Roithová      | BEZPP                 | 4KOALICE                    | KDU-ČSL            | 1998       |
| 23 – Praha 8             | Alena Palečková      | ODS                   | ODS                         | ODS                | 1996, 2000 |
| 24 – Praha 9             | Josef Pavlata        | ODS                   | ODS                         | ODS                | 1996, 2002 |
| 25 – Praha 6             | Jan Ruml             | US                    | 4KOALICE                    | KOD                | 1998       |
| 26 – Praha 2             | Daniela Filipiová    | ODS                   | ODS                         | ODS                | 2000       |
| 27 – Praha 1             | Martin Mejstřík      | BEZPP                 | CZ                          | KOD                | 2002       |
| 28 – Mělník              | Jaroslav Horák       | ODS                   | ODS                         | ODS                | 1996, 1998 |
| 29 – Litoměřice          | Zdeněk Bárta         | KDU-ČSL               | 4KOALICE                    | KDU-ČSL            | 2000       |
| 30 – Kladno              | Ladislav Svoboda     | ČSSD                  | ČSSD                        | ČSSD               | 1996, 2002 |
| 31. – Ústí nad Labem     | Jaroslav Doubrava    | KSČM                  | KSČM                        | nezařazený senátor | 1998       |
| 32 – Teplice             | Jaroslav Kubera      | ODS                   | ODS                         | ODS                | 2000       |
| 33 – Děčín               | Josef Zoser          | HNHRM                 | HNHRM                       | Nezávislí          | 2002       |
| 34 – Liberec             | Přemysl Sobotka      | ODS                   | ODS                         | ODS                | 1996, 1998 |
| 35 – Jablonec nad Nisou  | Soňa Paukrtová       | BEZPP                 | 4KOALICE                    | KOD                | 2000       |
| 36 – Česká Lípa          | Karel Tejnora        | ODS                   | ODS                         | ODS                | 2002       |
| 37 – Jičín               | Jiří Liška           | ODS                   | ODS                         | ODS                | 1996, 1998 |
| 38 – Mladá Boleslav      | Jaroslav Mitlener    | ODS                   | ODS                         | ODS                | 2000       |
| 39 – Trutnov             | Ivan Adamec          | ODS                   | ODS                         | ODS                | 2002       |
| 40 – Kutná Hora          | Jan Fencl            | ČSSD                  | ČSSD                        | ČSSD               | 1998       |
| 41 – Benešov             | Helena Rögnerová     | BEZPP                 | 4KOALICE                    | Nezávislí          | 2000       |
| 42 – Kolín               | Jan Rakušan          | BEZPP                 | ČSSD                        | ČSSD               | 2002       |
| 43. – Pardubice          | Jaroslava Moserová   | ODA                   | 4KOALICE                    | KOD                | 1996, 1998 |
| 44 – Chrudim             | Petr Pithart         | KDU-ČSL               | 4KOALICE                    | KDU-ČSL            | 1996, 2000 |
| 45 – Hradec Králové      | Karel Barták         | BEZPP                 | NK                          | nezařazený senátor | 1996, 2002 |
| 46 – Ústí nad Orlicí     | Bohumil Čada         | KDU-ČSL               | 4KOALICE                    | KDU-ČSL            | 1996, 1998 |
| 47 – Náchod              | Petr Fejfar          | US-DEU                | 4KOALICE                    | KOD                | 2000       |
| 48 – Rychnov nad Kněžnou | Václava Domšová      | BEZPP                 | SNK-ED                      | Nezávislí          | 2002       |
| 49 – Blansko             | Stanislav Bělehrádek | KDU-ČSL               | 4KOALICE                    | KDU-ČSL            | 1998       |
| 50 – Svitavy             | Jiří Brýdl           | KDU-ČSL               | 4KOALICE                    | KDU-ČSL            | 1996, 2000 |
| 51 – Žďár nad Sázavou    | Josef Novotný        | SNK-ED                | SNK-ED                      | Nezávislí          | 2002       |
| 52 – Jihlava             | Václav Jehlička      | ODA                   | 4KOALICE                    | nezařazený senátor | 1996, 1998 |
| 53 – Třebíč              | Pavel Janata         | KDU-ČSL               | 4KOALICE                    | KDU-ČSL            | 2000       |
| 54 – Znojmo              | Vladimír Železný     | BEZPP                 | NEZ                         | nezařazený senátor | 2002       |
| 55 – Brno-město          | Tomáš Julínek        | ODS                   | ODS                         | ODS                | 1998       |
| 56 – Břeclav             | Vladimír Schovánek   | US-DEU                | 4KOALICE                    | KOD                | 2000       |
| 57 – Vyškov              | Ivo Bárek            | ČSSD                  | ČSSD                        | ČSSD               | 2002       |
| 58 – Brno-město          | Dagmar Lastovecká    | ODS                   | ODS                         | ODS                | 1998       |
| 58 – Brno-město          | Karel Jarůšek        | ODS                   | ODS                         | ODS                | 2003       |
| 59 – Brno-město          | Milan Šimonovský     | KDU-ČSL               | 4KOALICE                    | KDU-ČSL            | 2000       |
| 60 – Brno-město          | Jiří Zlatuška        | BEZPP                 | LIB                         | KOD                | 2002       |
| 61 – Olomouc             | František Mezihorák  | ČSSD                  | ČSSD                        | ČSSD               | 1998       |
| 62 – Prostějov           | Robert Kolář         | US-DEU                | 4KOALICE                    | KOD                | 2000       |
| 63 – Přerov              | Jitka Seitlová       | BEZPP                 | NEZ                         | Nezávislí          | 1996, 2002 |
| 64 – Bruntál             | Rostislav Harazin    | KSČM                  | KSČM                        | nezařazený senátor | 1998       |
| 65 – Šumperk             | Adolf Jílek          | KDU-ČSL               | 4KOALICE                    | KDU-ČSL            | 2000       |
| 66 – Olomouc             | Vítězslav Vavroušek  | ODS                   | ODS                         | ODS                | 2002       |
| 67 – Nový Jičín          | Jaroslav Šula        | KDU-ČSL               | 4KOALICE                    | KDU-ČSL            | 1998       |
| 68 – Opava               | Josef Jařab          | BEZPP                 | 4KOALICE                    | KOD                | 2000       |
| 69 – Frýdek-Místek       | František Kopecký    | ODS                   | ODS                         | ODS                | 2002       |
| 70 – Ostrava-město       | Mirek Topolánek      | ODS                   | ODS                         | ODS                | 1996, 1998 |
| 71 – Ostrava-město       | Milan Balabán        | ODS                   | ODS                         | ODS                | 2000       |
| 72 – Ostrava-město       | Václav Roubíček      | BEZPP                 | ODS                         | ODS                | 2002       |
| 73 – Frýdek-Místek       | Emil Škrabiš         | KDU-ČSL               | 4KOALICE                    | KDU-ČSL            | 1996, 1998 |
| 74 – Karviná             | Ondřej Feber         | US-DEU                | 4KOALICE                    | KOD                | 2000       |
| 75 – Karviná             | Eduard Matykiewicz   | KSČM                  | KSČM                        | nezařazený senátor | 2002       |
| 76 – Kroměříž            | František Kroupa     | BEZPP                 | 4KOALICE                    | KDU-ČSL            | 1998       |
| 77 – Vsetín              | Jaroslav Kubín       | BEZPP                 | NK                          | nezařazený senátor | 2000       |
| 78 – Zlín                | Alena Gajdůšková     | ČSSD                  | ČSSD                        | ČSSD               | 2002       |
| 79 – Hodonín             | Josef Kaňa           | KDU-ČSL               | 4KOALICE                    | KDU-ČSL            | 1998       |
| 80 – Zlín                | Jiří Stodůlka        | KDU-ČSL               | 4KOALICE                    | KDU-ČSL            | 1996, 2000 |
| 81 – Uherské Hradiště    | Josef Vaculík        | KDU-ČSL               | KDU-ČSL                     | KDU-ČSL            | 2002       |